# 3. junij
3. junij je 154. dan leta (155. v prestopnih letih) v gregorijanskem koledarju. Ostaja še 211 dni.

## Dogodki
- 1098 – križarji zavzamejo Antiohijo (današnjo Antakyo v Turčiji)
- 1385 – Začetek vladavine celjskega grofa Hermana II.
- 1608 – Samuel de Champlain s prihodom v današnji Tadoussac (Québec) konča svojo tretjo pot v Novo Francijo
- 1615 – japonski šogun Iejasu Tokugava zavzame grad v Osaki in postal vladar Japonske
- 1621 – Nizozemska zahodnoindijska družba dobi monopol za trgovanje z Novo Nizozemsko
- 1770 – ustanovljen misijon San Carlos Borromeo de Carmelo v kalifornijskem kraju Carmel-by-the-Sea
- 1800 – ameriški predsednik John Adams se preseli v Washington, D.C.
- 1889:
  - kanadska družba Canadian Pacific Railway dokonča železniško povezavo med kanadsko vzhodno in zahodno obalo
  - dokončan prvi daljnovod v ZDA med elektrarno Willamette Falls in Portlandom (Oregon)
- 1899 – pariško sodišče razveljavi sodni proces proti Alfredu Dreyfusu in ga začne znova
- 1940 – letala nemškega vojnega letalstva Luftwaffe bombardirajo Pariz
- 1943 – združitev Francoskega imperialnega sveta in Francoskega državnega sveta ter ustanovitev CFLN (Comité français de Libération nationale - Francoski narodnoosvobodilni odbor)
- 1944 – CFLN se razglasi za Začasno vlado francoske republike (GPRF - Gouvernement provisoire de la République française)
- 1950 – Maurice Herzog in Louis Lachenal kot prva človeka priplezata na Anapurno
- 1959 – Singapur dobi notranjo samoupravo
- 1960 – vrhovno sodišče ZDA odloči, da imajo vsi obtoženi pravico do odvetnika
- 1962 – v strmoglavljenju Boeinga 707 takoj po vzletu s pariškega letališča umre 130 ljudi
- 1963 – v strmoglavljenju letala DC-7 v Tihi ocean nedaleč od obale Britanske Kolumbije umre 101 človek
- 1965 – izstrelitev Gemini 4 s prvo ameriško večdnevno človeško odpravo
- 1970 – na univerzi v Wisconsinu (ZDA) prvič ustvarijo gen
- 1973 – na letalski razstavi v Parizu strmoglavi sovjetsko nadzvočno potniško letalo Tupoljev Tu-144, umre 14 ljudi
- 1979 – v eksploziji Ixtocove naftne vrtine v južnem Mehiškem zalivu povzroči najhujše onesnaženje z nafto do takrat
- 1988 – na pobudo Igorja Bavčarja ustanovljen Odbor za varstvo pravic Janeza Janše, kasneje preimenovan v Odbor za varstvo človekovih pravic
- 1989 – Kitajska oblast pošlje vojsko nad protestnike na Trgu nebeškega miru
- 1992 – Slovenska nogometna reprezentanca odigra prvo uradno mednarodno tekmo proti Estoniji; rezultat je 1:1
- 1997 – Lionel Jospin, postane francoski predsednik vlade
- 1998 – v iztirjenju hitrega vlaka ICE 3 pri kraju Eschede umre 101 človek
- 2006 – osamosvojitev Črne gore

## Rojstva
- 1723 – Giovanni Antonio Scopoli, italijanski naravoslovec († 1788)
- 1726 – James Hutton, škotski geolog († 1797)
- 1770 – Manuel Belgrano, argentinski državnik († 1820)
- 1844 – Friedrich Adolf Axel Freiherr - Detlev von Liliencron, nemški pesnik († 1909)
- 1865 – Jurij V., britanski kralj († 1936)
- 1885 – Jakov Mihajlovič Sverdlov, ruski komunist († 1919)
- 1895 – Kavalam Madhava Panikar, indijski državnik, diplomat, učenjak († 1963)
- 1906 – Josephine Baker, ameriško-francoska plesalka, igralka, pevka († 1974)
- 1926 – Allen Ginsberg, ameriški pesnik († 1997)
- 1936 – Larry McMurtry, ameriški pisatelj
- 1950 – Viki Grošelj, slovenski alpinist
- 1951 – Jill Biden
- 1961 – Miha Mazzini - slovenski pisatelj, kolumnist, scenarist, režiser in računalnikar
- 1963 – Tošiaki Karasava, japonski gledališki in filmski igralec
- 1986 – Rafael Nadal, španski tenisač

## Smrti
- 1098 – Yaghi-Siyan, seldžuški guverner Antiohije med prvo križarsko vojno
- 1351 – Mastino II. della Scala, vladar Verone (* 1308)
- 1395 – Ivan Šišman, bolgarski car (* 1350)
- 1397 – William de Montacute, angleški vojskovodja, 2. grof Salisbury, kralj otoka Man (* 1328)
- 1411 – Leopold IV. Habsburški, avstrijski vojvoda (* 1371)
- 1657 – William Harvey, angleški zdravnik, anatom in biolog (* 1578)
- 1858 – Julius Reubke, nemški skladatelj, pianist (* 1834)
- 1875 – Georges Bizet, francoski skladatelj (* 1838)
- 1877 – Ludwig Ritter von Köchel, avstrijski muzikolog, učenjak (* 1800)
- 1878 – Anton Hajdrih, slovenski skladatelj, zborovodja (* 1842)
- 1882 – James Thomson - Bysshe Vanolis, škotski pesnik (* 1834)
- 1899 – Johann Strauss mlajši, avstrijski skladatelj (* 1825)
- 1904 – Jovan Jovanović Zmaj, srbski pesnik (* 1833)
- 1924 – Franz Kafka, češko-avstrijski pisatelj judovskega rodu (* 1883)
- 1925 – Nicolas Camille Flammarion, francoski astronom (* 1842)
- 1946 – Mihail Ivanovič Kalinin, ruski komunist, politik (* 1875)
- 1963 – Angelo Giuseppe Roncalli - Janez XXIII., papež italijanskega rodu (* 1881)
- 1971 – Heinz Hopf, nemški matematik (* 1894)
- 1977 – Roberto Rossellini, italijanski filmski režiser (* 1906)
- 1987 – Andrés Segovia, španski kitarist (* 1893)
- 1989 – ajatola Ruholah Musavi Homeini, iranski voditelj (* 1900)
- 2001 – Anthony Quinn, ameriški filmski igralec mehiškega rodu (* 1915)
- 2003 – Felix de Weldon, avstrijsko-ameriški kipar (* 1907)

## Prazniki in obredi
- Rimski imperij – praznik Belone
- Svetovni dan kolesarjenja - https://www.un.org/en/observances/bicycle-day